# Ocmanice

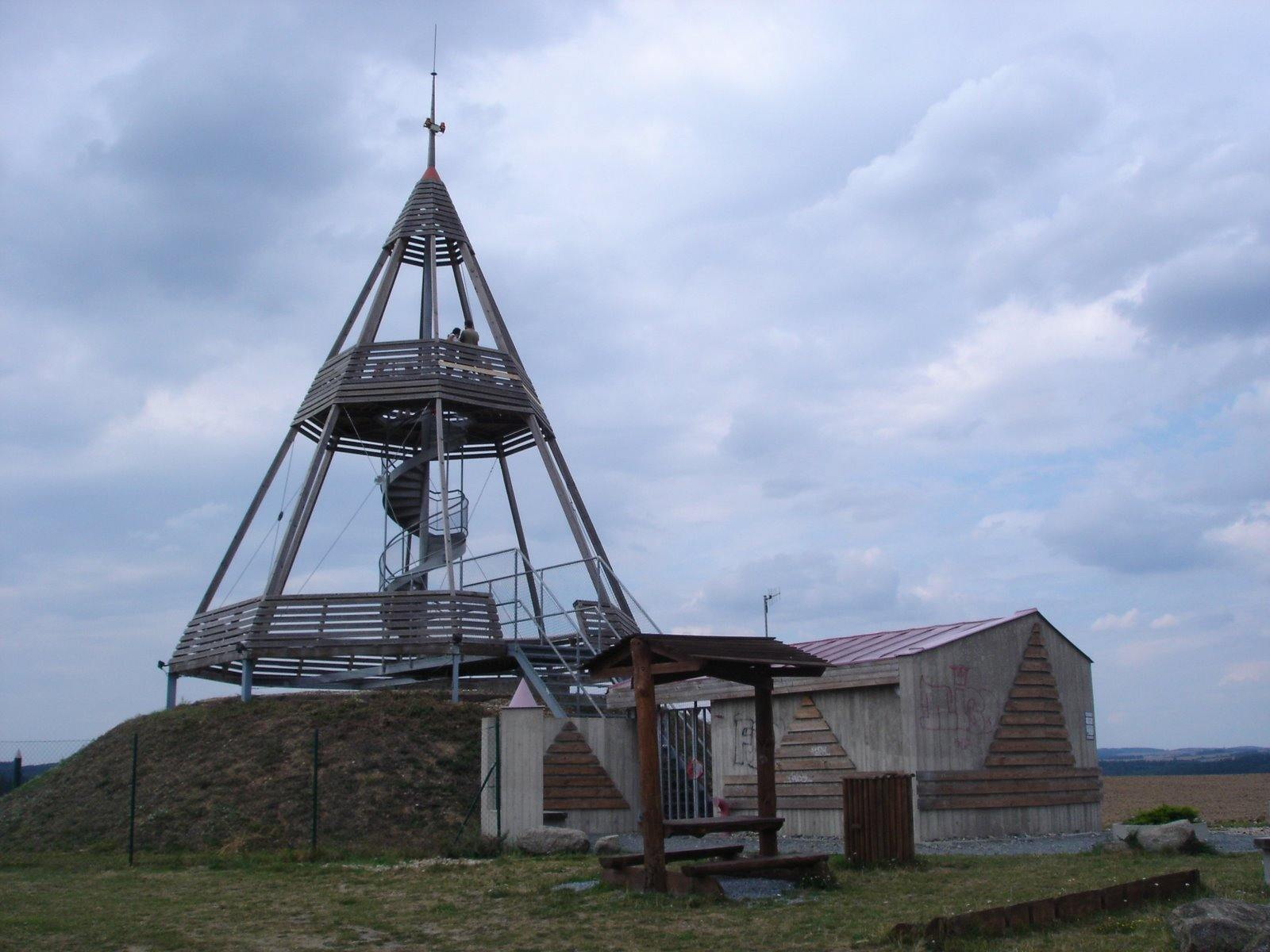
Rozhledna v Ocmanicích

Ocmanice (česky do roku 1880 Otmanice; německy Otzmanitz) jsou obec v Kraji Vysočina v okrese Třebíč s 323 obyvateli. Nacházejí se na břehu řeky Oslavy, která je zároveň odděluje od sousedních Naloučan. Obec leží asi 3 km severozápadně od Náměště nad Oslavou.
Sousedními obcemi sídla jsou Vícenice u Náměště nad Oslavou, Náměšť nad Oslavou, Naloučany, Okarec a Zahrádka.
K obci náleží osady Placký Dvůr a Padrtův Mlýn a také několik odlehlých domů, které jsou součástí souvislé zástavby města Náměšť nad Oslavou.

## Geografie
Podél jižní hranice území obce prochází silnice I/23, severozápadně z této silnice vychází silnice vedoucí do zastavěného území obce, kde se spojuje se silnicí vedoucí ze západu na východ ze Zahrádky do Naloučan. Z křižovatky silnic I/23 a II/399 těsně za jižní hranicí území obce vychází severně užitková silnice přes Placký Dvůr, kolem rozhledny Ocmanice a do zastavěného území obce. Podél jižního okraje zastavěného území obce vede užitková silnice. Přes území obce vede mnoho udržovaných polních cest. Z Častotic vede severně a následně východně cyklostezka 5209, podél severní hranice území obce v údolí Oslavy vede cyklostezka 5109 a Mlynářská cyklostezka. Podél rybníka Rathan na sever a pak do údolí Oslavy vede zelená turistická stezka. Podél jižní hranice území obce vede železniční trať Brno-Jihlava. 
Velká část území obce je využívána zemědělsky, jen na jihozápadním okraji území obce u rybníka Dubovec se nachází menší les, stejně tak na východním okraji u kaskády několika rybníků se nachází zalesněný prostor, menší izolované remízky se nachází i severně od zastavěného území obce. Západně od zastavěného území obce se nachází areál bývalého JZD a v jihovýchodním okraji území obce se u rybníka Rathan nachází menší průmyslová zóna. 
Pár set metrů západně od území obce u zastavěného území obce Zahrádka pramení Žlebský potok, ten pak teče východně a tvoří část západní hranice území obce, do něj se vlévá nepojmenovaný potok, který pramení u zastavěného území obce a následně sloučené potoky ústí do Oslavy, výspa území obce vychází několik set metrů severně podél toku řeky Oslavy, ta pak tvoří velkou část severní a východní hranice území obce a dál pokračuje východně do Náměšti nad Oslavou. Z trati Placký rybník a rybníka Dubovce jihozápadně od území obce vytéká několik nepojmenovaných potoků, které pak tečou západně, kdy na východním okraji území obce se stáčí severně, kde protékají přes kaskádu rybníků – Horní Nezdařil, Prostřední Nezdařil a Dolní Nezdařil a následně protékají údolím a ústí do Oslavy. U Plackého Dvora se nachází rybník z kterého teče nepojmenovaný potok, ten se u Padrtova mlýna stéká z potokem, který vytéká z Padrtova rybníka u tohoto mlýna, potok pak teče dál do rybníka Rathan, který se nachází těsně za východní hranicí území obce. Těsně za jihozápadní hranicí obce se nachází rybník Dubovec, dále rybník Stejskal a těsně za jižní hranicí území obce se nachází rybníky Velké a Malé Rozběhlo. 
Území obce je relativně ploché, nejvyšší bod území obce dosahuje asi 420 metrů nad mořem, většina území se pohybuje v podobných výškách, nejnižší výšky dosahuje v údolí Oslavy a je to kolem 370 metry nad mořem. Jižně od zastavěného území obce se nachází několik nepojmenovaných nevýrazných vrcholků, na východním okraji území obce nad kaskádou rybníků se nachází výraznější vrchol s kótou 410 metrů. 
Zastavěná část území obce se nachází na severovýchodním okraji území obce a těsně přiléhá k zastavěnému území obce Naloučany. Severně od zastavěného území obce se nachází malá samota u lesa, severozápadně se pak nachází osamocená střelnice. Jižně od území obce se nachází malá samota na vrcholku kopce u vysílače. Na jižním okraji území obce se nachází osada Placký Dvůr, východně od Plackého Dvora se nachází Padrtův mlýn. Na východním okraji území se nachází menší průmyslová zóna a několik domů u rybníka Rathan. 
Jižně od území obce se nachází Přírodní památka Špilberk, u Plackova Dvora se nachází výrazná alej Stromořadí u Dvorku.

## Historie
Ocmanice do roku 1366 patřily do vaneckého panství, majiteli byli pánové z Vanče, po smrti Tobiáše a Sezema z Vanče, kteří zemřeli bezdětní, pak jejich dědictví připadlo markraběti Janovi a ten Vaneč, Studenec, Ocmanice a Pyšel daroval Janovi z Meziříčí. Část však držel i Bohuš z Vanče, který však v roce 1373 prodal zbylé části Ocmanic a Vanče právě Janovi z Meziříčí. Později se protiprávně zmocnil Ocmanic Mikuláš z Vlašimi, v roce 1446 došlo ke sporu mezi Mikulášem a Jaroslavem z Lomnice, kdy v roce 1480 pak opět pánové z Lomnice získali náměšťské panství a tak se Ocmanice staly součástí náměšťského panství.
V roce 1567 zdědil náměšťské panství Jan st. ze Žerotína. Roku 1628 pak koupil panství Albrecht z Valdštejna, který je koupil pro Jana Baptistu z Verdenberka. V roce 1743 pak od Verdenberků koupili panství manželé Kufštejnští, ale hned roku 1752 pak zakoupili panství Haugvicové, kteří je vlastnili až do správních reforem.
V roce 1852 sídlila v Ocmanicích bratrská jednotřídní škola. V roce 1911 byla v obci založena Národní jednota. Tentýž rok byla i otevřena obecná škola. V roce 1974 byl postaven most, který spojil vesnici se sousedními Naloučany.
Do roku 1849 patřily Ocmanice do náměšťského panství, od roku 1850 patřily do okresu Moravský Krumlov, pak od roku 1868 do okresu Třebíč, mezi lety 1949–1960 do okresu Velká Bíteš a od roku 1960 do okresu Třebíč. Mezi lety 1850 a 1872 patřily Ocmanice pod Náměšť nad Oslavou a mezi lety 1980 a 1990 byla obec začleněna opět pod Náměšť nad Oslavou, následně se obec osamostatnila.
| Rok            | 1869 | 1880 | 1890 | 1900 | 1910 | 1921 | 1930 | 1950 | 1961 | 1970 | 1980 | 1991 | 2001 |
| Počet obyvatel | 338  | 315  | 334  | 343  | 360  | 393  | 387  | 348  | 382  | 371  | 360  | 318  | 321  |

## Politika
Do roku 2014 zastávala funkci starosty Marie Bojanovská, od roku 2014 vykonává funkci starostky Věra Filipčíková.

### Volby do Poslanecké sněmovny
|       | 2006                | 2010                 | 2013                | 2017                | 2021                |
| ----- | ------------------- | -------------------- | ------------------- | ------------------- | ------------------- |
| 1.    | ČSSD (51,04 %)      | ČSSD (29,77 %)       | KSČM (25,96 %)      | ANO (40,82 %)       | ANO (40,67 %)       |
| 2.    | ODS (22,91 %)       | KSČM (17,41 %)       | ČSSD (20,99 %)      | SPD (11,24 %)       | SPOLU (12,99 %)     |
| 3.    | KSČM (13,54 %)      | Suverenita (12,92 %) | Úsvit (14,36 %)     | KSČM (10,65 %)      | SPD (11,29 %)       |
| účast | 75,89 % (192 z 253) | 65,70 % (180 z 277)  | 64,31 % (182 z 283) | 64,64 % (170 z 263) | 65,56 % (177 z 270) |

### Volby do krajského zastupitelstva
|      | 1.                    | 2.                    | 3.                     | účast               |
| ---- | --------------------- | --------------------- | ---------------------- | ------------------- |
| 2000 | KSČM (29,23 %)        | SNK (24,61 %)         | SV (18,46 %)           | 26,81 % (67 z 250)  |
| 2004 | MoDS (25 %)           | KDU-ČSL (18,75 %)     | KSČM (18,75 %)         | 31,49 % (80 z 254)  |
| 2008 | ČSSD (37,6 %)         | KSČM (19,2 %)         | ODS (18,4 %)           | 47,55 % (126 z 265) |
| 2012 | KSČM (35,35 %)        | ČSSD (21,21 %)        | Pro Vysočinu (16,16 %) | 38,14 % (111 z 291) |
| 2016 | STAN+SNK ED (26,25 %) | ANO 2011 (18,75 %)    | ČSSD (15 %)            | 30,97 % (83 z 268)  |
| 2020 | Piráti (25,71 %)      | ANO (22,85 %)         | STAN+SNK ED (8,57 %)   | 25,45 % (70 z 275)  |
| 2024 | ANO (58,02 %)         | STAN+SNK ED (11,11 %) | ODS+TOP 09+STO (7,4 %) | 32,32 % (85 z 263)  |

### Prezidentské volby
V prvním kole prezidentských voleb v roce 2013 první místo obsadil Miloš Zeman (71 hlasů), druhé místo obsadil Jan Fischer (35 hlasů) a třetí místo obsadil Jiří Dienstbier (24 hlasů). Volební účast byla 64,81 %, tj. 186 ze 287 oprávněných voličů. V druhém kole prezidentských voleb v roce 2013 první místo obsadil Miloš Zeman (145 hlasů) a druhé místo obsadil Karel Schwarzenberg (38 hlasů). Volební účast byla 63,89 %, tj. 184 ze 288 oprávněných voličů.
V prvním kole prezidentských voleb v roce 2018 první místo obsadil Miloš Zeman (116 hlasů), druhé místo obsadil Jiří Drahoš (30 hlasů) a třetí místo obsadil Marek Hilšer (16 hlasů). Volební účast byla 72,39 %, tj. 194 ze 268 oprávněných voličů. V druhém kole prezidentských voleb v roce 2018 první místo obsadil Miloš Zeman (145 hlasů) a druhé místo obsadil Jiří Drahoš (55 hlasů). Volební účast byla 75,46 %, tj. 203 ze 269 oprávněných voličů.
V prvním kole prezidentských voleb v roce 2023 první místo obsadil Andrej Babiš (95 hlasů), druhé místo obsadila Danuše Nerudová (33 hlasů) a třetí místo obsadil Petr Pavel (30 hlasů). Volební účast byla 70,15 %, tj. 188 ze 268 oprávněných voličů. V druhém kole prezidentských voleb v roce 2023 první místo obsadil Andrej Babiš (113 hlasů) a druhé místo obsadil Petr Pavel (70 hlasů). Volební účast byla 68,40 %, tj. 184 ze 269 oprávněných voličů.

## Pamětihodnosti
- Zvonička na návsi
- Pomník padlým v první světové válce
- Historický hřbitov
- Rozhledna Ocmanice z roku 2004[27]

## Galerie

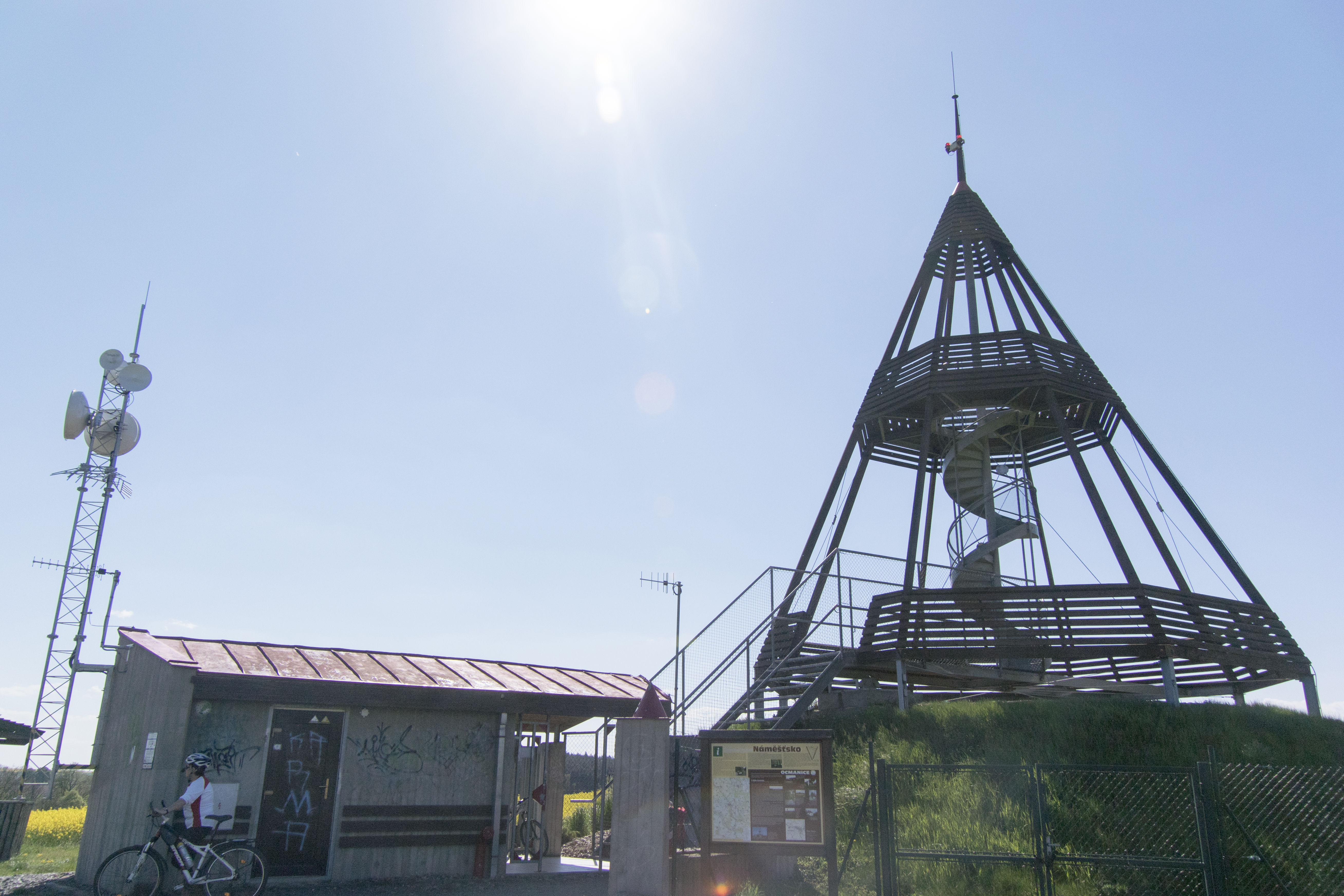
Rozhledna
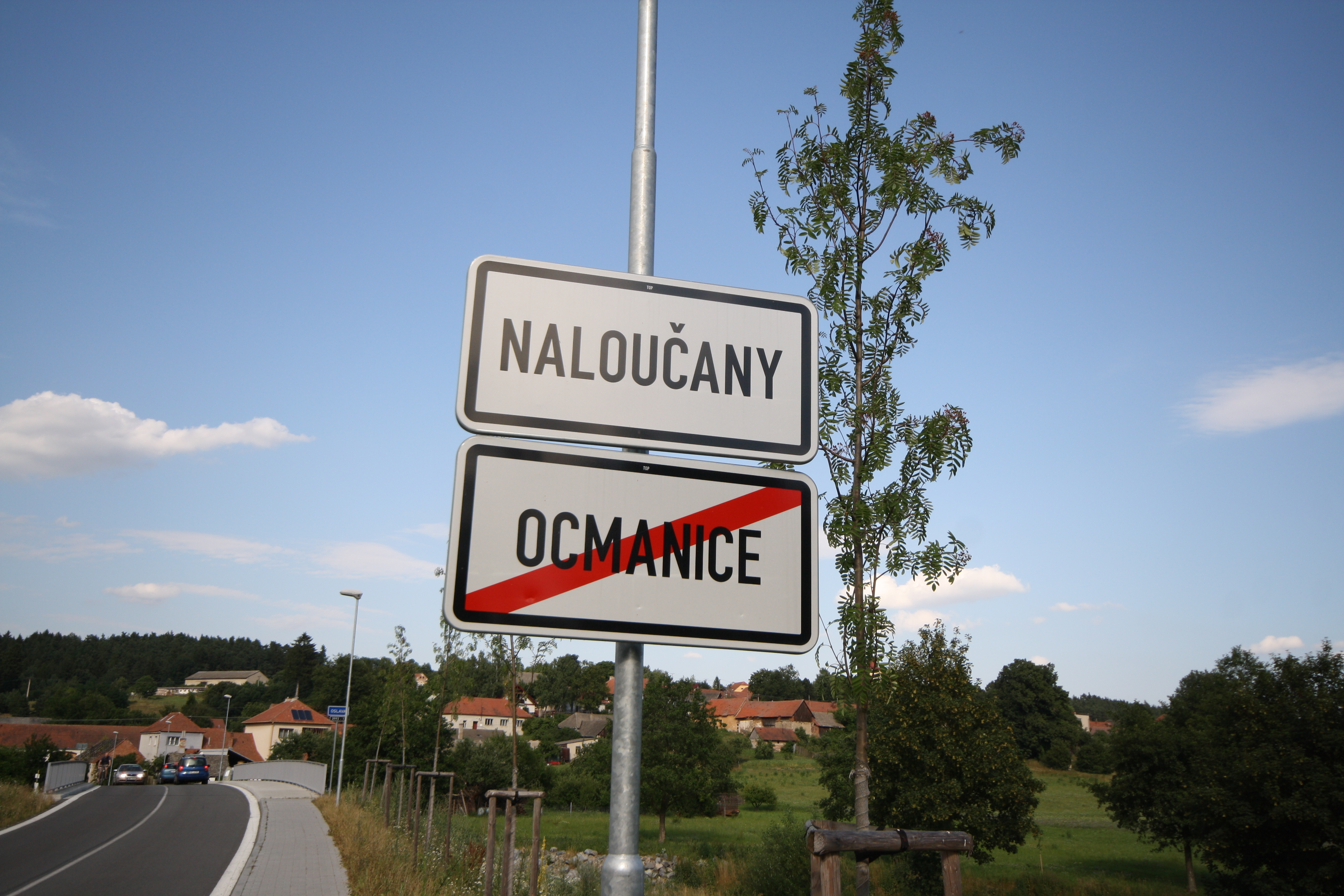
Začátek a konec obce
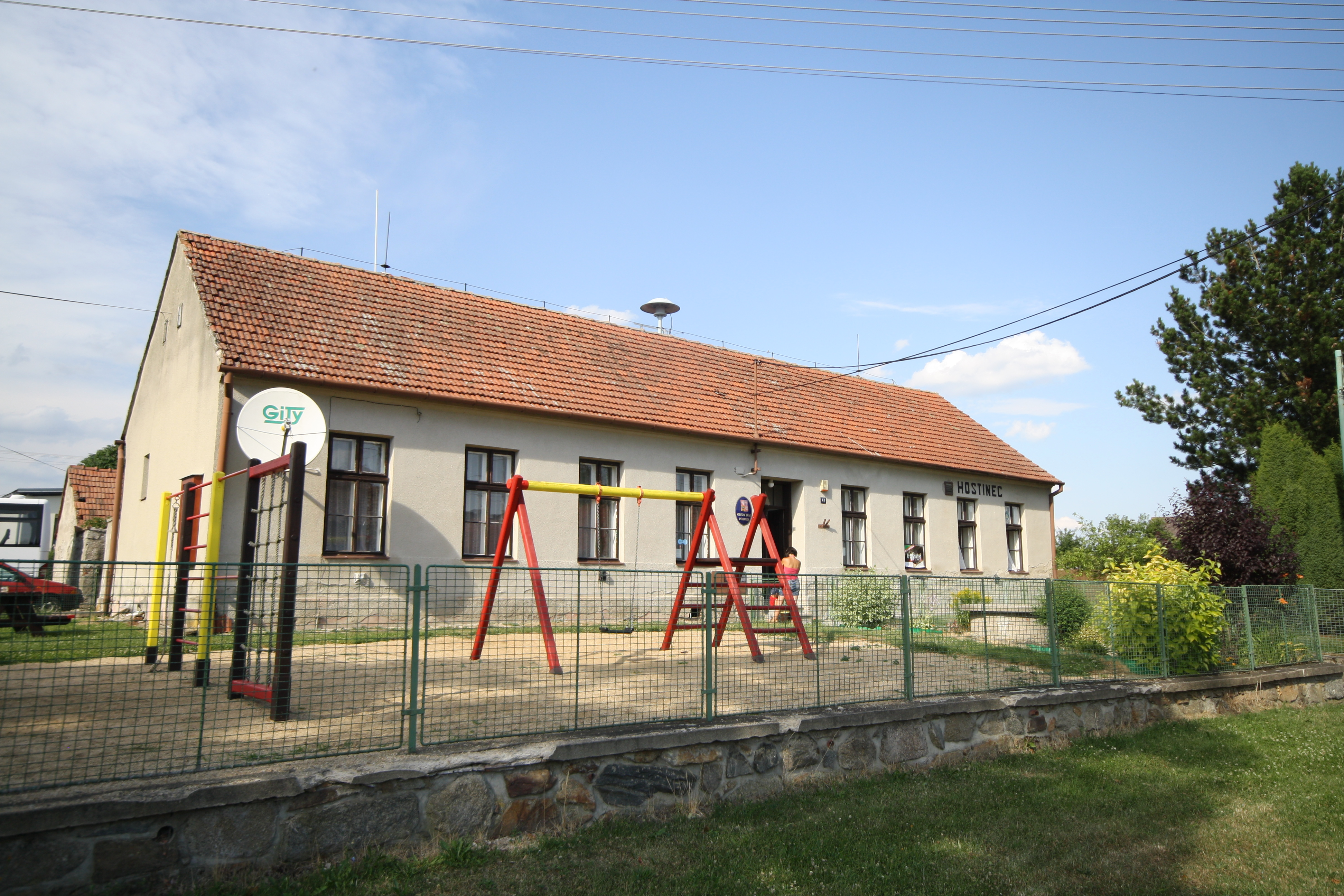
Obecní úřad
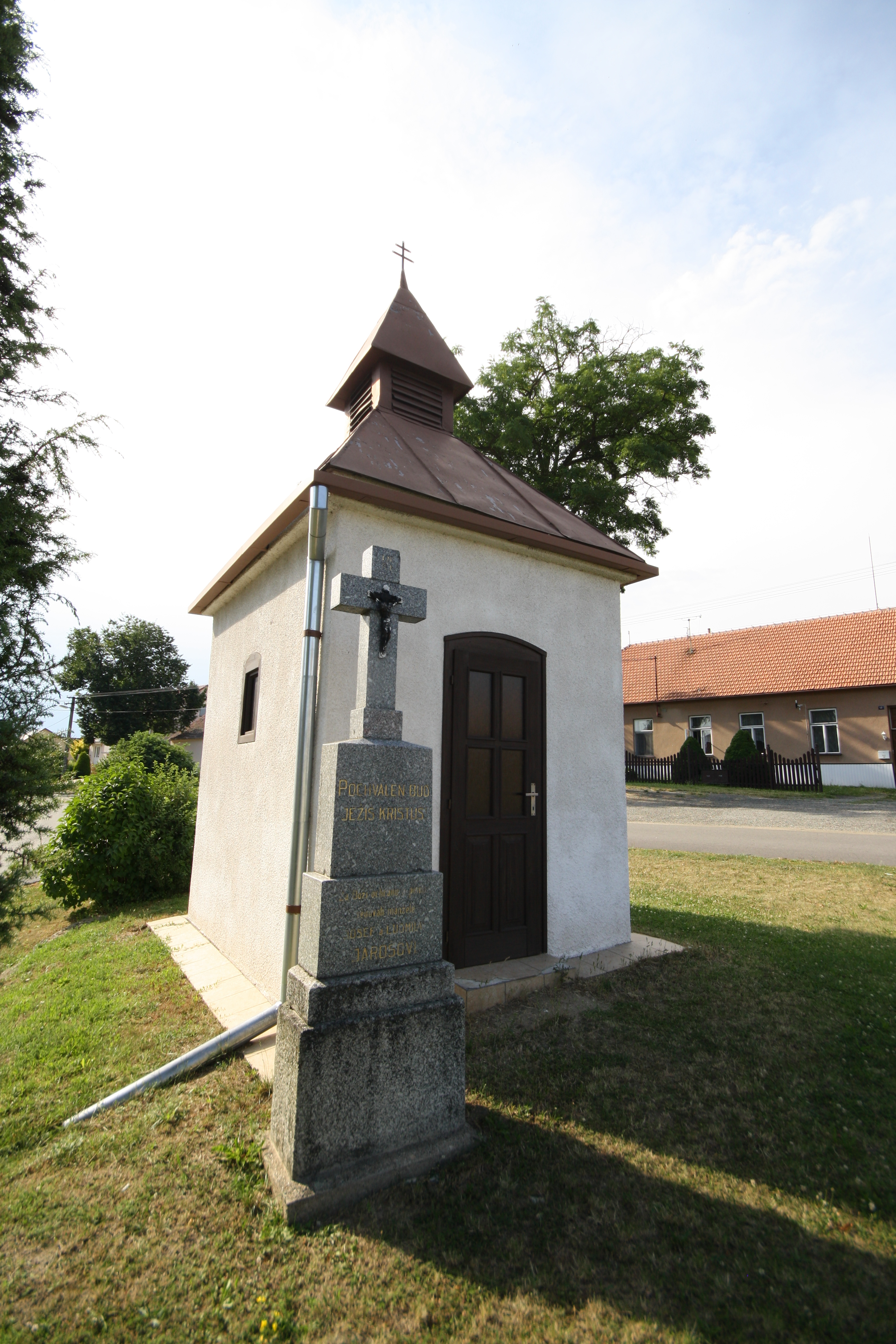
Zvonice